# Viétia Zangrandi
Viétia Zangrandi Rocha (Aracaju, 12 de julho de 1970), mais conhecida como Viétia Zangrandi, é uma atriz brasileira.
Formada em artes cênicas pela UNICAMP, é creditada em alguns trabalhos (como Memórias Póstumas) como Viétia Rocha.

## Carreira

### Direção de Movimento em
- 2019 - "A Vinda do Messias" -Dir. Isabel Cavalcanti
- 2016 - "Match" - Dir. Bruno Guida
- 2014 - "Adorável Garoto" - Dir. Maria Maya
- 2013 - "Petit Monstre" - Dir. Sandro Pamponet/texto Jô Bilac
- 2013 - "Caixa de Areia" - Dir. Jô Bilac e Sandro Pamponet
- 2012 -" Popcorn, Qualquer Semelhança Não é Mera Coincidência" Dir. Jô Bilac e Sandro Pamponet.

### Televisão
| Ano  | Nome                       | Personagem                  | Notas                                      |
| ---- | -------------------------- | --------------------------- | ------------------------------------------ |
| 2023 | Elas por Elas              | Vilma                       |                                            |
| 2020 | Dependentes                | Norma                       | Participação especial                      |
| 2020 | Bom Sucesso                | Dra. Márcia                 | [ 1 ]                                      |
| 2017 | Novo Mundo                 | Nívea                       | [ 2 ]                                      |
| 2016 | Totalmente Demais          | Apresentadora               | Participação especial                      |
| 2015 | Babilônia                  | Repórter                    | Participação Especial                      |
| 2013 | Pé na Cova                 | Maria de Lourdes (Lurdinha) | Episódio: "Os Furacões Tem Nome de Mulher" |
| 2010 | A Grande Família           | Entrevistadora              | Episódio: "Os Caretas"                     |
| 2010 | Cama de Gato               | Vanda Santoro Rocha         |                                            |
| 2010 | Malhação ID                | Cíntia                      | Participação especial                      |
| 2007 | Donas de Casa Desesperadas | Elisa Fernandes             |                                            |
| 2006 | Páginas da Vida            | Carol                       |                                            |
| 2005 | Belíssima                  | Marta                       |                                            |
| 2004 | Seus Olhos                 | Dora                        |                                            |
| 2003 | Celebridade                | Sílvia                      |                                            |
| 2002 | Pequena Travessa           | Celine                      |                                            |
| 2001 | Amor e Ódio                | Laura Castro                |                                            |
| 2001 | Um Anjo Caiu do Céu        | Olívia                      |                                            |

### Cinema
| Ano  | Nome                          | Personagem    | Notas |
| ---- | ----------------------------- | ------------- | ----- |
| 2017 | Os Penetras 2 – Quem Dá Mais? | Recepcionista |       |
| 2005 | Coisa de Mulher               | Darci         |       |
| 2004 | Um Show de Verão              | Leide         |       |
| 2001 | Memórias Póstumas             | Virgília      |       |
| 1997 | Bocage, o Triunfo do Amor     | Manteigui     |       |

### Teatro
- 2012: Malvadas - direção Viétia Zangrandi e Alessandro Marson
- 2008: Nenê Bonet (CCBB) - direção: Henrique Tavares
- 2007: Pátria Armada - direção: Rodrigo Pitta
- 2004: Na Cama com Tarantino' - direção: Fezu Duarte
- 2002: Coração Inquieto' - direção: Sergio Modena
- 2001: Playground' - direção: Djalma Limongi Batista
- 2000: Cacilda' - Leitura dramática com José Celso Martinez Corrêa
- 1999: Além do Abismo - Grupo XPTO, Centro Cultural São Paulo
- 1997: Assembléia de Mulheres - direção: Moacyr Góes
- 1996: A Cruzada das Crianças e A Bilha Quebrada - direção:  Márcio Aurélio
- 1995: Calígula - direção: Djalma Limonge Batista
- 1994: Centro de Pesquisas Teatrais – C.P.T. -  direção: Antunes Filho